# 눈 (날씨)

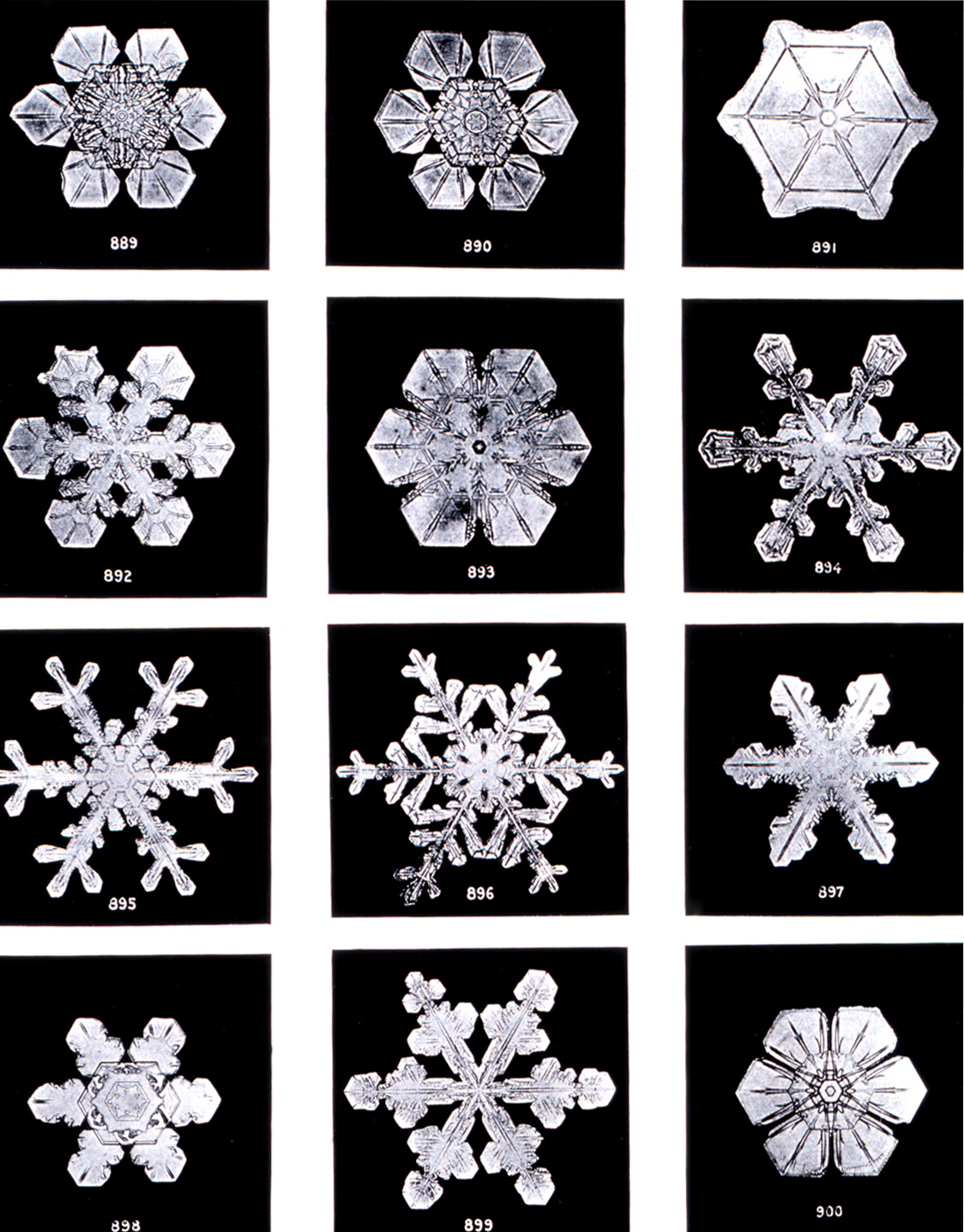
눈의 결정

눈(영어: snow)은 기상 현상의 한 종류로 기온이 섭씨 0°C 아래로 떨어질 때, 구름 안의 물입자나 대기 중의 수증기가 얼어서 결정화된 것이 내리는 것이다.

## 생성 원인
눈 결정은 대부분 눈핵이라고 하는 아주 작은 입자를 핵으로 하여 만들어진다. 눈핵은 온도가 어는점 이하인 구름에 있다. 눈 결정은 수증기가 눈핵 위에 직접 붙어 쌓이거나 눈핵이 작은 과냉각물방울을 얼려서 생성되기도 한다. 눈 결정은 기온과 습도에 따라 판형과 기둥형으로 자라는데, 판형 눈 결정은 평평한 육각형 판처럼 보인다. 눈판형 결정은 기온이 약 －15°C일 때 생성된다. 기둥형 눈 결정은 긴 얼음 바늘과 비슷하며, 습도가 높으면 기둥 속이 비기도 한다. 이러한 모양은 기온이 약 －5°C이거나 －20°C 이하일 때 생성된다.  녹은 눈 결정이나 빗방울이 차가운 공기층을 통과하면 다시 얼어서 진눈깨비가 된다. 떨어지는 얼음 결정은 과냉각 물방울과 충돌해 눈싸라기가 되며, 이런 충돌이 반복되면 잔 얼음 알갱이는 크게 자라 우박이 된다.  눈은 여러 가지의 결정이 단독으로 내리는 경우와 여러 개의 결정이 붙어서 눈송이가 되어 내리는 경우가 있다. 송이로 된 눈을 함박눈이라 부르며 일반적으로 기온이 높을 때 내린다.
수증기를 포함하고 있는 습한 대기에 있는 미세한 물질들이 눈을 생성하는 핵의 역할을 한다. 미세한 핵에 달라붙은 수증기가 얼면서 눈 알갱이가 되고 주변의 수증기들이 계속 달라붙어 결정이 커지게 된다. 미국 루이지애나 주립대 연구팀의 연구 결과에 따르면 눈을 생성하는 빙핵의 대부분은 박테리아라고 한다.

## 한반도에 눈이 오는 원인
대한민국 서해안과 울릉군, 독도 같은 경우 물론 저기압 또는 전선에 의해 눈이 오기도 하겠지만 대기온도와 해수 온도 경도가 발생하여 생기는 해기차가 대부분 대한민국 서해안에서 내리는 눈의 원인이다.
수도권 같은 경우 가끔 해기차로 인해 눈이 오기도 하지만 대부분 전선성 또는 대기불안정, 저기압에 의해 눈이 오는게 더 많다.
강원도 동해안 같은 경우 북쪽에 고기압, 남쪽에 저기압이 있으면 동풍이 유도되기에 동쪽에 위치하고 있는 눈구름이 동해안으로 이동하게 되는데 태백산맥에 막혀 강원 동해안에만 폭설이 내리게 되는 것이다. 물론 전선성 적설과 저기압, 해기차에 의한 적설도 있다.

## 결정
눈의 결정은 다양한 형태를 지닌다.
1. 각주 결정 : -10~-4도 또는 -20도 이하에서 성장하는 육각 기둥 모양의 결정. 크기는 0.5mm 정도.
  1. 각주(컵) : 수증기의 양이 많아지면 가장자리가 빨리 성장하여 가운데가 비기 쉬운데, 이 결정을 컵이라고 부른다. 크기는 각주와 같이 0.5mm 정도이다.
  2. 북 모양 결정 : 각주 결정의 아래위에 판이 붙은 것으로 크기는 0.5mm 정도이다.
2. 침상 결정 : 각주 결정 성장 단계보다 더 수증기의 양이 많아져 습도 100%의 한계치를 넘으면, 아래위로 가는 기둥이 자란다. 즉 '연필'이 여러 가닥 겹친 것으로 보면 된다. 크기는 1~2mm 정도이며, 큰 것은 3mm 정도까지 성장한다.
3. 부채꼴 결정 : 중앙에 육각형이 있고, 거기에서부터 부채가 뻗는 것처럼 보인다. 수지상 결정의 전조 단계이다. 크기는 2~3mm.
4. 수지상 결정 : '수지상 6화'라고도 한다. 중앙에서 나뭇가지 같은 결정이 뻗으며, 수증기의 양이 100%에서 0.2g 정도 웃돌면 생긴다. 대개는 2~5mm정도지만, 큰 것은 10mm 이상 되는 것도 있다.
  1. 12화 : 수지상 결정 2개가 겹친 모습이다.
  2. 입체 수지 : 주로 수지상 결정이나 부채꼴 모양 결정의 '팔'의 부분에 109.5도의 각도로 결정이 성장한다.
  3. 방사 수지 : 결정의 중심에서 109.5도의 각도로 수지가 방사상으로 뻗는다.
5. 각판 결정 : 육각형의 판 모양 결정. 크기는 0.5~1mm 가량이다.
  1. 두꺼운 각판 : 내부가 비어 있는 각판으로 크기는 0.5~10mm이다.

## 종류
눈은 크게 -10°C 이하의 날씨에 생성되는 건설과, -5°C부터 0°C까지의 날씨에 생성되는 습설로 나눌 수 있다. 그 이후 다시 세부적으로 나뉜다. 건설은 습기가 별로 없어 잘 뭉쳐지지 않고, 습설은 눈 입자에 물방울들이 붙어 있어 습기를 많이 머금고 있기 때문에 잘 뭉쳐지고, 건설보다 무겁다.
가루눈
일반적으로 지름이 1mm 미만인 매우 작고 평평하거나, 희고 길쭉한 불투명한 얼음 알갱이로 내리는 눈.
싸락눈
눈 결정에 얼음 결정이나 물방울이 붙어 만들어진 것.
인공눈
인공으로 만든 눈.
진눈깨비
지름이 5mm 미만인 투명하고 얼린 얼음 알갱이.
함박눈
눈의 결정이 떨어지면서 서로 달라붙어서, 눈송이가 매우 커진 눈.

## 재해
눈은 인간의 생활에 재해를 가져오기도 한다.
- 눈사태
- 우박
- 폭설

## 서울 첫눈 기록
- 2013년: 11월 18일
- 2014년: 11월 14일
- 2015년: 11월 25일~11월 26일
- 2016년: 비공식: 11월 22일 공식: 11월 26일
- 2017년: 11월 17일
- 2018년: 11월 24일
- 2020년: 12월 10일
- 2021년: 11월 10일
- 2023년: 11월 17일
- 제일 빨리 온적은 1981년 10월 23일이다.
- 제일 늦게 온적은 1948년 12월 31일이다.

## 눈이 많이 오는 지역
겨울철에 습기를 품은 바람이 높은 산지를 만나 상승하면 기온이 낮아져 눈이 내린다. 대표적인 다설 지역은 편서풍이 높은 산지와 만나는 캐나다 서부와 해안 산맥 서쪽, 칠레 남부의 안데스 산맥 서쪽, 스칸디나비아 반도 등이 세계적인 다설 지역이다.
한편 차고 건조한 대륙의 공기가 따뜻한 바다나 호수 위를 지나갈 때도 눈구름이 형성 된다. 수백km의 바다를 건너면서 발달한 눈 구름이 육지에 상륙하면 많은 눈이 내린다. 일본의 홋카이도, 호쿠리쿠 지방, 미국 오대호의 남동 지역 등이 바로 그 예이다.
눈이 많이 오는 지역의 경우에는 생활양식이 독특하다. 울릉도에서는 눈이 집안으로 들어오는 것을 막아 활동공간을 확보하기 위해 우데기라고 불리는 방설벽을 설치하고, 눈에 신발이 잘 빠지지 않기 위해 설피를 만들어서 신고 다닌다. 또한 눈이 쌓이는 것을 방지하기 위해 경사가 급한 급경사 지붕을 설치한다.

## 눈의 피해와 혜택

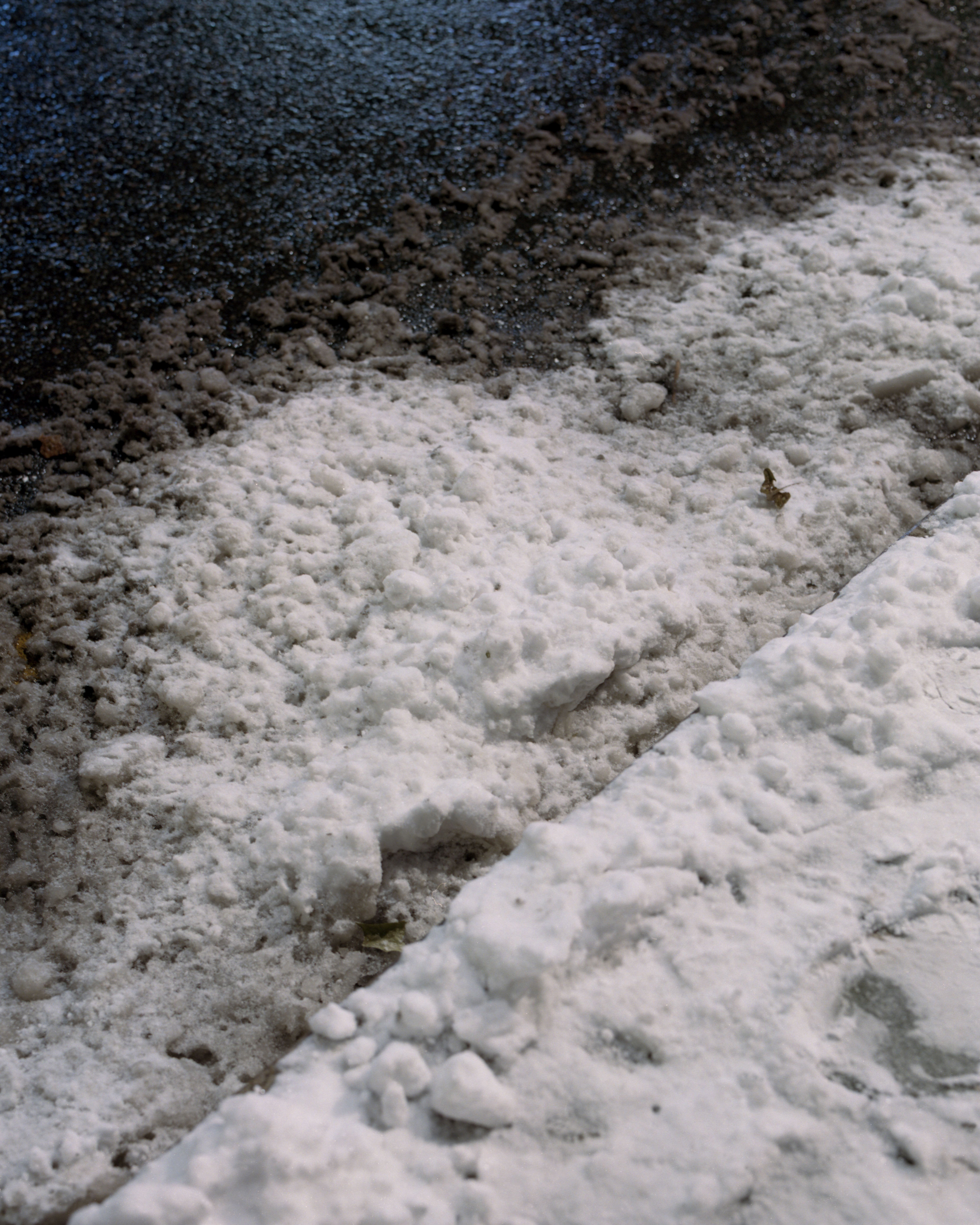
도로의 눈은 검게 변해 미관을 해치기도 한다.

지나치게 천둥 번개를 동반한 눈이 많이 오면 쌓인 눈 때문에 가옥과 비닐하우스 등이 피해를 입거나, 교통에 어려움을 주기도 한다. 한 예로 미국 오하이오 주에서는 전기와 교통이 끊어지고 많은 가옥의 지붕이 무너지기도 하였다. 대한민국에서는 2005년 폭설로 호남 고속 국도가 한때 두절되기도 했었다.
그러나 눈이 무조건 피해를 주는 것은 아니다. 산지에 쌓인 눈은 봄에 녹아 주변 지역의 생활용수로 이용되기도 한다. 이탈리아 북부 지역에서는 알프스 산지에서 흘러내리는 눈이 녹은 물을 수력 발전에 이용한다.
최근에는 많은 눈을 이용하여 축제를 개최하거나 스키장을 만들어 관광객을 유지하고 있다. 삿포로 눈축제와 강원도 산간 지역에서의 눈 축제는 상당히 많은 관광객을 끌어들이고 있다.

## 문화

### 여가생활
사람들은 눈을 이용하여 여가생활을 즐긴다. 다음은 눈과 관련된 스포츠나 여가활동이다.
- 스키
- 스노우보드
- 봅슬레이
- 눈썰매

### 나라별 풍습

#### 대한민국
대한민국에서는 고려 시대부터 첫눈을 봉하여 약이(藥餌, 약이 되는 음식)라고 하여 보내고 그것을 받은 사람은 반드시 한턱을 내게 되며, 거꾸로 심부름을 온 사람을 잡아둘 경우에는 첫눈을 보낸 사람이 한턱을 내는 풍습이 있었다. 《조선왕조실록》1418년(세종 즉위년) 기사에 상왕으로 물러난 정종과 태종이 이러한 장난을 했다는 사실과, 그 풍습을 소개하는 기록이 남아있다. 또한 매년 첫눈이 내리면 임금에게 하례를 하였다.

#### 일본
일본에는 세계적으로 유명한 눈 축제인 삿포로 눈축제가 있다. 이 축제가 풍습으로 자리잡게 된 것은 보통 홋카이도가 일본에서 연중 내내 계속되는 폭설이 지속되기 때문에 눈꽃축제를 치르기에 적절하기 때문인 것으로 보인다. 삿포로 눈축제는 1950년 2월 18일에 처음 시작되었으며, 일본의 패전에 따른 부정적인 이미지를 씻어주는 견인차 역할로도 이어주는 것과도 관계가 있었다.

## 같이 보기
- 비
- 얼음